# Malatesta (téléfilm)
Pour plus de détails, voir Fiche technique et Distribution.
Malatesta est un téléfilm allemand réalisé par Peter Lilienthal, sorti en 1970.

## Synopsis
La vie de l'anarchiste italien Errico Malatesta.

## Fiche technique
- Titre : Malatesta
- Réalisation : Peter Lilienthal
- Scénario : Michael Koser, Peter Lilienthal et Heathcote Williams
- Musique : George Gruntz
- Photographie : Justus Pankau
- Montage : Brigitta Kliemkiewicz et Annemarie Weigand
- Production : Manfred Durniok
- Société de production : Manfred Durniok Filmproduktion et Sender Freies Berlin
- Pays :  Allemagne de l'Ouest
- Genre : Drame et biopic
- Durée : 86 minutes
- Dates de sortie : 
  -  France : 7 mai 1970 (Festival de Cannes)
  -  Allemagne de l'Ouest : 12 janvier 1971 (télévision)

## Distribution
- Eddie Constantine : Errico Malatesta
- Christine Noonan : Nina Vassileva
- Vladimír Pucholt : Gardstein
- Diana Senior : Ljuba Milstein
- Heathcote Williams : Josef Solokow
- Sigi Graue : Fritz Svaars
- Sheila Gill : Mme. Gershon
- Peter Hirsche : Cafiero
- Wallas Eaton : le prêtre

## Distinctions
Le film a été présenté en sélection officielle en compétition au Festival de Cannes 1970.